# Seznam léčivých rostlin, S–Š
Toto je seznam léčivých rostlin, jejichž český název začíná písmeneny S a Š.

CELÝ SEZNAM A-B-C-Č-D+Ď-E+F+G-H-Ch+I+J-K-L-M-N+O-P-R+Ř-S+Š-T+U-V+W+Y-Z+Ž

## S+Š
| Český název (další českojazyčné a lidové názvy)                           | Vědecký název                                        | Užívaná část                                                                        | Lékopisný název                                                                                 | Charakteristika účinků a použití                                                                                                  | Botanické vyobrazení nebo fotka |
| ------------------------------------------------------------------------- | ---------------------------------------------------- | ----------------------------------------------------------------------------------- | ----------------------------------------------------------------------------------------------- | --- | ------------------------------- |
| Sabadila lékařská (všivcový prášek)                                       | Schoenocaulon officinale (Schltdl.) (Cham.) (A.Gray) | semena                                                                              | Semen sabadillae                                                                                | dezinfeciens, droga je základem pro prášek či mast, která účinkuje proti zevním parazitům jako jsou vši, zákožka svrabová a další |                                 |
| Sadec konopáč                                                             | Eupatorium cannabinum (L.)                           |                                                                                     |                                                                                                 | |                                 |
| Světlice barvířská                                                        | Carthamus tinctorius (L.)                            |                                                                                     |                                                                                                 | |                                 |
| Ságovník pravý                                                            | Metroxylon sagu (Rottb.)                             |                                                                                     |                                                                                                 | |                                 |
| Samorostlík klasnatý                                                      | Actaea spicata (L.)                                  |                                                                                     |                                                                                                 | |                                 |
| Santalovník bílý                                                          | Santalum album (L.)                                  |                                                                                     |                                                                                                 | |                                 |
| Santpaulie fialková (africká/kapská/pokojová/usambarská fialka. pavlínka) | Saintpaulia ionantha (Wendl.)                        |                                                                                     |                                                                                                 | |                                 |
| Sapodila obecná (zapota obecná)                                           | Manilkara zapota (L.) (van Royen)                    |                                                                                     |                                                                                                 | |                                 |
| Sasanka hajní                                                             | Anemone nemorosum                                    |                                                                                     |                                                                                                 | |                                 |
| Sasanka lesní                                                             | Anemone sylvestris (L.)                              |                                                                                     |                                                                                                 | |                                 |
| Sasanka pryskyřníkovitá                                                   | Anemonoides ranunculoides (L.) (Holub)               |                                                                                     |                                                                                                 | |                                 |
| Saturejka zahradní                                                        | Satureja hortensis (L.)                              |                                                                                     |                                                                                                 | |                                 |
| Sedmikráska chudobka (sedmikráska obecná)                                 | Bellis perennis (L.)                                 | květní úbor s krátkou stopkou                                                       | Flos bellidis                                                                                   | expektorans, mírné adstrigens, dermatologikum                                                                                     |                                 |
| Sekvoj vždyzelená                                                         | Sequoia sempervirens (D.Don) (Endl)                  |                                                                                     |                                                                                                 | |                                 |
| Sekvojovec obrovský (mamutí strom)                                        | Sequoiadendron giganteum (Lindl.) (Buchholz)         |                                                                                     |                                                                                                 | |                                 |
| Sezam indický                                                             | Sesamum indicum (L.)                                 | olej ze zralých plodů                                                               | Sesami oleum raffinatum                                                                         | |                                 |
| Sesel fenyklový                                                           | Seseli hippomarathrum (Jacq.)                        |                                                                                     |                                                                                                 | |                                 |
| Sevlák potoční (sevlák širolistý)                                         | Sium latifolium (L.)                                 |                                                                                     |                                                                                                 | |                                 |
| Silenka nadmutá                                                           | Silene vulgaris (Moench) (Garcke)                    |                                                                                     |                                                                                                 | |                                 |
| Silenka ušnice                                                            | Silene otites (L.) (Wibel)                           |                                                                                     |                                                                                                 | |                                 |
| Slivoň africká                                                            | Prunus africana (Hook.f.) (Kalkman)                  | kůra                                                                                | Pruni africanae cortex                                                                          | |                                 |
| Silovoň obecná (tonka, tonkové boby)                                      | Dipteryx odorata                                     | semena                                                                              |                                                                                                 | |                                 |
| Sítina rozkladitá                                                         | Juncus effusus (L.)                                  | oddenek                                                                             | Radix junci                                                                                     | diuretikum, antiftizikum. Užívá se při chorobách močového ústrojí, podporuje i vyplavování močových kaménků a při tuberkulóze.    |                                 |
| Skalenka poléhavá                                                         | Loiseleuria procumbens (L.) (Desv.)                  |                                                                                     |                                                                                                 | |                                 |
| Skalník celokrajný                                                        | Cotoneaster integerrimus (Medik.)                    |                                                                                     |                                                                                                 | |                                 |
| Sklenobýl bezlistý                                                        | Epipogium aphyllum (Sw.)                             |                                                                                     |                                                                                                 | |                                 |
| Skočec obecný                                                             | Ricinus communis (L.)                                | olej                                                                                | Ricini oleum hydrogenatum, Ricini oleum virginale                                               | |                                 |
| Skořicovník pravý (skořicovník ceylonský)                                 | Cinnamomum verum (J.Presl)                           | skořicovníková kůra, silice kůry skořicovníku,silice listu skořicovníku cejlonského | Cinnamomi cortex, Cinnamomi zeylanici corticis etheroleum, Cinnamomi zeylanici folii etheroleum | |                                 |
| Skořicovník čínský                                                        | Cinnamomum cassia (Nees) (T.Nees) (J.Presl)          | silice skořicovníku čínského                                                        | Cinnamomi cassiae etheroleum                                                                    | |                                 |
| Skořicovník kafrový                                                       | Cinnamomum camphora (L.) (J.Presl)                   |                                                                                     |                                                                                                 | |                                 |
| Skřípina lesní                                                            | Scirpus sylvaticus (L.)                              |                                                                                     |                                                                                                 | |                                 |
| Skřípinec jezerní                                                         | Schoenoplectus lacustris (L.) (Palla)                |                                                                                     |                                                                                                 | |                                 |
| Skřípinec nitkovitý (bezosetka štětinovitá)                               | Isolepis setacea (L.) (R.Br.)                        |                                                                                     |                                                                                                 | |                                 |
| Slaměn nicí (rusohlav nicí)                                               | Carpesium cernuum (L.)                               |                                                                                     |                                                                                                 | |                                 |
| Slaměnka křídlatá                                                         | Ammobium alatum (R.Br.)                              |                                                                                     |                                                                                                 | |                                 |
| Slanobýl draselný                                                         | Kali tragus (L.) (Scop.)                             |                                                                                     |                                                                                                 | |                                 |
| Sléz lesní                                                                | Malva sylvestris (L.)                                | květ                                                                                | Malvae sylvestris flos                                                                          | |                                 |
| Sléz okrouhlolistý (sléz nizounký)                                        | Malva pusilla (Sm.)                                  |                                                                                     |                                                                                                 | |                                 |
| Sléz přehlížený                                                           | Malva neglecta (Wallr.)                              |                                                                                     |                                                                                                 | |                                 |
| Sleziník routička                                                         | Asplenium ruta-muraria (L.)                          |                                                                                     |                                                                                                 | |                                 |
| Sleziník střídavolistý (mokrýš střídavolistý)                             | Chrysosplenium alternifolium (L.)                    |                                                                                     |                                                                                                 | |                                 |
| Slivoň trnka (slivoň trnitá, trnka)                                       | Prunus spinosa (L.)                                  |                                                                                     |                                                                                                 | |                                 |
| Slivoň slíva (hrušice, prcavka)                                           | Prunus insititia (L.)                                |                                                                                     |                                                                                                 | |                                 |
| Slivoň mahalebka (višeň turecká)                                          | Prunus mahaleb (L.)                                  |                                                                                     |                                                                                                 | |                                 |
| Slivoň myrabalán                                                          | Prunus cerasifera (Ehrh.)                            |                                                                                     |                                                                                                 | |                                 |
| Slivoň švestka                                                            | Prunus domestica                                     |                                                                                     |                                                                                                 | |                                 |
| Slonovník velkoplodý                                                      | Phytelephas macrocarpa Ruiz & Pav.                   |                                                                                     |                                                                                                 | |                                 |
| Slunečnice hlíznatá (slunečnice topinambur)                               | Helianthus tuberosus (L.)                            |                                                                                     |                                                                                                 | |                                 |
| Slunečnice roční                                                          | Helianthus annuus (L.)                               | semeno, olej, okvětní plátky                                                        | Semen helianthi, Oleum helianthi, Flos helianthi                                                | okvětní plátky-adstrigens, karminativum, diuretikum, stomachikum                                                                  |                                 |
| Slzovka obecná (slzy Jobovy)                                              | Coix lacryma-jobi (L.)                               |                                                                                     |                                                                                                 | |                                 |
| Smělek jehlancovitý                                                       | Koeleria pyramidata (Lam.) (P.Beauv.)                |                                                                                     |                                                                                                 | |                                 |
| Smil písečný                                                              | Helichrysum arenarium (L.) (Moench)                  |                                                                                     |                                                                                                 | |                                 |
| Smilka tuhá                                                               | Nardus stricta (L.)                                  |                                                                                     |                                                                                                 | |                                 |
| Smldník bahenní                                                           | Peucedanum palustre (L.) (Moench)                    |                                                                                     |                                                                                                 | |                                 |
| Smldník jelení                                                            | Peucedanum cervaria (L.) (Lapeyr.)                   |                                                                                     |                                                                                                 | |                                 |
| Smldník lékařský                                                          | Peucedanum officinale (L.)                           |                                                                                     |                                                                                                 | |                                 |
| Smolnička obecná                                                          | Lychnis viscaria (L.)                                |                                                                                     |                                                                                                 | |                                 |
| Smrk ztepilý                                                              | Picea abies (L.) (H.Karst.)                          |                                                                                     |                                                                                                 | |                                 |
| Smrkovník                                                                 | Goodyera (R.Br.) (Ait.f.)                            |                                                                                     |                                                                                                 | |                                 |
| Snědek chocholičnatý                                                      | Ornithogalum umbellatum (L.)                         |                                                                                     |                                                                                                 | |                                 |
| Snědek ocasatý                                                            | Ornithogalum caudatum (Ait.)                         |                                                                                     |                                                                                                 | |                                 |
| Sněženka podsněžník                                                       | Galanthus nivalis (L.)                               |                                                                                     |                                                                                                 | |                                 |
| Sója luštinatá                                                            | Glycine max (L.) (Merrill)                           |                                                                                     |                                                                                                 | |                                 |
| Solenka Valerandova                                                       | Samolus valerandi (L.)                               | olej z plodů, sojové boby,                                                          | Sojae oleum raffinatum, Semen sojae                                                             | farmaceutická surovina, účinky proti kornatění tepen, anacidum                                                                    |                                 |
| Smetánka lékařská (pampeliška lékařská)                                   | Taraxacum officinale (L.)                            | kořen a nať, čerstvá rostlina                                                       | Radix cum Herba taraxaci, Taraxacum                                                             | všeobecná podpora žlučníku, jater a ledvin, antirevmatikum                                                                        |                                 |
| Sporýš lékařský                                                           | Verbena officinalis (L.)                             |                                                                                     |                                                                                                 | |                                 |
| Srdcovka nádherná                                                         | Lamprocapnos spectabilis (L.) (Fukuhara)             |                                                                                     |                                                                                                 | |                                 |
| Srdečník obecný                                                           | Leonurus cardiaca (L.)                               |                                                                                     |                                                                                                 | |                                 |
| Srha říznačka                                                             | Dactylis glomerata (L.)                              |                                                                                     |                                                                                                 | |                                 |
| Srpice barvířská                                                          | Serratula tinctoria (L.)                             |                                                                                     |                                                                                                 | |                                 |
| Srpek obecný                                                              | Falcaria vulgaris (Bernh.)                           |                                                                                     |                                                                                                 | |                                 |
| Srstka angrešt                                                            | Ribes uva-crispa (L.)                                |                                                                                     |                                                                                                 | |                                 |
| Starček hajní                                                             | Senecio nemorensis (L.)                              |                                                                                     |                                                                                                 | |                                 |
| Starček obecný                                                            | Senecio vulgaris (L.)                                | nať                                                                                 | Herba senecionis                                                                                | Používá se při menstruačních potížích. Ľudmila Thurzová však před užitím varuje, kvůli karcinogenním účinkům senecioninu.         |                                 |
| Starček přímětník                                                         | Senecio jacobaea (L.)                                |                                                                                     |                                                                                                 | |                                 |
| Starček zlatý                                                             | Packera aurea (L.) (A.D.Löve)                        |                                                                                     |                                                                                                 | |                                 |
| Stolístek klasnatý                                                        | Myriophyllum spicatum (L.)                           |                                                                                     |                                                                                                 | |                                 |
| Stoříšek obecný (klinopád obecný)                                         | Clinopodium vulgare (L.)                             |                                                                                     |                                                                                                 | |                                 |
| Stračka ostrožka                                                          | Consolida regalis (Gray)                             |                                                                                     |                                                                                                 | |                                 |
| Stračka vyvýšená                                                          | Delphinium elatum (L.)                               |                                                                                     |                                                                                                 | |                                 |
| Strdivka sedmihradská                                                     | Melica transsilvanica (Schur.)                       |                                                                                     |                                                                                                 | |                                 |
| Starček vejčitý                                                           | Senecio ovatus (G.Gaertn.) (Willd.)                  |                                                                                     |                                                                                                 | |                                 |
| Strmobýl lysý (huseník lysý)                                              | Turritis glabra (L.)                                 |                                                                                     |                                                                                                 | |                                 |
| Střemcha obecná                                                           | Prunus padus (L.)                                    |                                                                                     |                                                                                                 | |                                 |
| Střevíčník pantoflíček                                                    | Cypripedium calceolus (L.)                           |                                                                                     |                                                                                                 | |                                 |
| Stulík žlutý                                                              | Nuphar lutea (L.) (Sibth.) (Sm.)                     |                                                                                     |                                                                                                 | |                                 |
| Sturač benzoový                                                           | Styrax benzoin (Dryander)                            | pryskyřice                                                                          | Resina benzoëOficiální v ČsL 2                                                                  | expektorans, dermatologikum - na rány                                                                                             |                                 |
| Suchopýr úzkolistý                                                        | Eriophorum angustifolium (Honck.)                    |                                                                                     |                                                                                                 | |                                 |
| Svazenka vratičolistá                                                     | Phacelia tanacetifolia (Benth.)                      |                                                                                     |                                                                                                 | |                                 |
| Sveřep stoklasa                                                           | Bromus secalinus (L.)                                |                                                                                     |                                                                                                 | |                                 |
| Světlík lékařský (ambrožka)                                               | Euphrasia rostkoviana (Hayne)                        |                                                                                     |                                                                                                 | |                                 |
| Svída krvavá                                                              | Cornus sanguinea (L.)                                |                                                                                     |                                                                                                 | |                                 |
| Svitel latnatý                                                            | Koelreuteria paniculata (Laxm.)                      |                                                                                     |                                                                                                 | |                                 |
| Svízel povázka                                                            | Galium mollugo (L.)                                  |                                                                                     |                                                                                                 | |                                 |
| Svízel přítula                                                            | Galium aparine (L.)                                  |                                                                                     |                                                                                                 | |                                 |
| Svízel syřišťový (margitka)                                               | Galium verum (L.)                                    |                                                                                     |                                                                                                 | |                                 |
| Svlačec plotní (opletník plotní)                                          | Calystegia sepium (L.) (R.Br.)                       |                                                                                     |                                                                                                 | |                                 |
| Svlačec rolní                                                             | Convolvulus arvensis (L.)                            |                                                                                     |                                                                                                 | |                                 |
| Šabrej kmínovitý                                                          | Cuminum cyminum (L.)                                 |                                                                                     |                                                                                                 | |                                 |
| Šabřina tatarská                                                          | Conioselinum tataricum (Hoffm.)                      |                                                                                     |                                                                                                 | | [[Soubor:\|100px]]              |
| Šafrán setý                                                               | Crocus sativus (L.)                                  | blizny                                                                              | Stigma crociOficiální v ČsL 1                                                                   | sedativum, spasmolytikum, abortivum! ve větších dávkách narkotikum                                                                |                                 |
| Šácholan Soulangeův                                                       | Magnolia × soulangeana (Soul.) (Bod.)                |                                                                                     |                                                                                                 | |                                 |
| Šáchor dlouhý                                                             | Cyperus longus (L.)                                  |                                                                                     |                                                                                                 | |                                 |
| Šáchor papírodárný (šáchor pravý)                                         | Cyperus papyrus (L.)                                 |                                                                                     |                                                                                                 | |                                 |
| Šalvěj lékařská (babské ucho, smrtky)                                     | Salvia officinalis (L.)                              | list, silice                                                                        | Salviae officinalis folium, Salviae sclareae etheroleum                                         | |                                 |
| Šalvěj luční                                                              | Salvia pratensis (L.)                                |                                                                                     |                                                                                                 | |                                 |
| Šalvěj lepkavá                                                            | Salvia glutinosa (L.)                                |                                                                                     |                                                                                                 | |                                 |
| Šalvěj muškátová                                                          | Salvia sclarea (L.)                                  |                                                                                     |                                                                                                 | |                                 |
| Šalvěj přeslenitá                                                         | Salvia verticillata (L.)                             |                                                                                     |                                                                                                 | |                                 |
| Šalvěj trojlaločná (šalvěj vlnatá / š. křovitá)                           | Salvia fructicosa                                    | list                                                                                | Salvia trilobae folium                                                                          | |                                 |
| Šalvěj etiopská (šalvěj vlnatá)                                           | Salvia aethiopis (L.)                                |                                                                                     |                                                                                                 | |                                 |
| Šanta kočičí                                                              | Nepeta cataria (L.)                                  |                                                                                     |                                                                                                 | |                                 |
| Šater latnatý                                                             | Gypsophila paniculata (L.)                           |                                                                                     |                                                                                                 | |                                 |
| Šedivka obecná (šedivka šedá)                                             | Berteroa incana (L.) (DC.)                           |                                                                                     |                                                                                                 | |                                 |
| Šejdračka bahenní                                                         | Zannichellia palustris (L.)                          |                                                                                     |                                                                                                 | |                                 |
| Šeřík obecný                                                              | Syringa vulgaris (L.)                                |                                                                                     |                                                                                                 | |                                 |
| Šicha černá                                                               | Empetrum nigrum (L.)                                 |                                                                                     |                                                                                                 | |                                 |
| Šípatka střelolistá                                                       | Sagittaria sagittifolia (L.)                         |                                                                                     |                                                                                                 | |                                 |
| Škarda dvouletá                                                           | Crepis biennis (L.)                                  |                                                                                     |                                                                                                 | |                                 |
| Škarda střešní                                                            | Crepis tectorum (L.)                                 |                                                                                     |                                                                                                 | |                                 |
| Škornice alpská                                                           | Epimedium alpinum (L.)                               |                                                                                     |                                                                                                 | |                                 |
| Škumpa jedovatá                                                           | Rhus radicans (L.)                                   |                                                                                     |                                                                                                 | |                                 |
| Škumpa koželužská                                                         | Rhus coriaria (L.)                                   |                                                                                     |                                                                                                 | |                                 |
| Španělský rákos (rotan rákosový)                                          | Calamus rotang (L.)                                  |                                                                                     |                                                                                                 | |                                 |
| Špenát setý                                                               | Spinacia oleracea (L.)                               | listy                                                                               |                                                                                                 | roborans, doporučuje se při anémii, cukrovce, strumě, hypertenzi                                                                  |                                 |
| Šťavel kyselý                                                             | Oxalis acetosella (L.)                               |                                                                                     |                                                                                                 | |                                 |
| Šťavel okrasný (čtyřlístek)                                               | Oxalis tetraphylla (Cav.)                            |                                                                                     |                                                                                                 | |                                 |
| Štědřenec odvislý                                                         | Laburnum anagyroides (Medik)                         |                                                                                     |                                                                                                 | |                                 |
| Štěničník okoličnatý (iberka okoličnatá)                                  | Iberis umbellata (L.)                                |                                                                                     |                                                                                                 | |                                 |
| Štěničník paprskující                                                     | Bifora radians (M.Bieb.)                             |                                                                                     |                                                                                                 | |                                 |
| Štěrbák zahradní (čekanka štěrbák)                                        | Cichorium endivia (L.)                               |                                                                                     |                                                                                                 | |                                 |
| Štětka chlupatá                                                           | Dipsacus pilosus (L.)                                |                                                                                     |                                                                                                 | |                                 |
| Štětka lesní                                                              | Dipsacus fullonum (L.)                               |                                                                                     |                                                                                                 | |                                 |
| Štětka soukenická                                                         | Dipsacus sativus (L.) (Honck.)                       |                                                                                     |                                                                                                 | |                                 |
| Štírovník růžkatý                                                         | Lotus corniculatus (L.)                              |                                                                                     |                                                                                                 | |                                 |
| Štítosemenka kebračo                                                      | Aspidosperma quebracho-blanco (Schltr.)              |                                                                                     |                                                                                                 | |                                 |
| Šťovík koňský                                                             | Rumex hydrolapathum (Huds.)                          |                                                                                     |                                                                                                 | |                                 |
| Šťovík kyselý                                                             | Rumex acetosa (L.)                                   |                                                                                     |                                                                                                 | |                                 |
| Šťovík tupolistý                                                          | Rumex obtusifolius (L.)                              |                                                                                     |                                                                                                 | |                                 |
| Šťovík vodní                                                              | Rumex aquaticus (L.)                                 |                                                                                     |                                                                                                 | |                                 |
| Švihlík krutiklas                                                         | Spiranthes spiralis (L.) (Chevall.)                  |                                                                                     |                                                                                                 | |                                 |